# HD 23127 b
HD 23127 b는 항성 HD 23127을 돌고 있는 외계 행성이다. 항성으로부터의 거리는 2.29 천문단위, 1회 공전에는 3.32년 걸린다. 궤도는 매우 이심률이 크기 때문에 b를 타원궤도 가스행성으로 부를 수 있다. 근일점에서는 항성에 1.28 천문단위까지 접근하며 이때 b는 생명체 거주가능 영역 바깥쪽에 들어간다. 반면 원일점에서는 3.30 천문단위까지 물러난다. 질량은 적어도 목성의 1.37배이지만, 행성의 궤도경사각을 모르기 때문에 실제 질량은 훨씬 더 클 수 있다.

## 참고 문헌
- (영어) O'Toole 연구진 (2007). “New Planets around Three G Dwarfs”. 《The Astrophysical Journal》 660 (2): 1636–1641. doi:10.1086/513563.[깨진 링크(과거 내용 찾기)] (웹 인쇄본)